# 1993년 MTV 무비 어워드
제2회 MTV 무비 & TV 어워드는 1993년 7월 18일에 열린 시상식이다.

## 수상 및 후보

### 최고의 영화상
- 어 퓨 굿 맨 - 로브 라이너 수상
- 알라딘 - 존 머스커 외 1명
- 원초적 본능 - 폴 버호벤
- 보디가드 - 믹 잭슨
- 말콤 X - 스파이크 리

### 최고의 남자배우상
- 말콤 X - 덴젤 워싱턴 수상
- 보디가드 - 케빈 코스트너
- 어 퓨 굿 맨 - 톰 크루즈
- 원초적 본능 - 마이클 더글라스
- 어 퓨 굿 맨 - 잭 니콜슨

### 최고의 여자배우상
- 원초적 본능 - 샤론 스톤 수상
- 그들만의 리그 - 지나 데이비스
- 시스터 액트 - 우피 골드버그
- 보디가드 - 휘트니 휴스턴
- 어 퓨 굿 맨 - 데미 무어

### 주목할만한 배우상
- 내 사촌 비니 - 마리사 토메이 수상
- 부메랑 - 할리 베리
- 보디가드 - 휘트니 휴스턴
- 시스터 액트 - 캐시 나지미
- 그들만의 리그 - 로지 오도넬

### 가장 매력적인 남우상
- 언테임드 - 크리스찬 슬레이터 수상
- 보디가드 - 케빈 코스트너
- 어 퓨 굿 맨 - 톰 크루즈
- 리썰 웨폰 3 - 멜 깁슨
- 탈주자 - 장 끌로드 반담

### 가장 매력적인 여우상
- 원초적 본능 - 샤론 스톤 수상
- 쿨 월드 - 킴 베이싱어
- 부메랑 - 할리 베리
- 육체의 증거 - 마돈나
- 배트맨 2 - 미셸 파이퍼

### 최고의 키스상
- 언테임드 - 마리사 토메이 & 크리스찬 슬레이터 수상
- 그들만의 리그 - 톰 행크스 & Pauline Brailsford
- 배트맨 2 - 미셸 파이퍼
- 드라큐라 - 위노나 라이더 & 게리 올드만
- 리썰 웨폰 3 - 르네 루소 & 멜 깁슨

### 최고의 악당상
- 위험한 독신녀 - 제니퍼 제이슨 리 수상
- 배트맨 2 - 대니 드비토
- 무단 침입 - 레이 리오타
- 어 퓨 굿 맨 - 잭 니콜슨

### 최고의 코믹연기상
- 알라딘 - 로빈 윌리엄스 수상
- 시스터 액트 - 우피 골드버그
- 부메랑 - 에디 머피
- 사랑의 블랙홀 - 빌 머레이
- 나의 사촌 비니 - 조 페시

### 최고의 콤비상
- 리썰 웨폰 3 - 멜 깁슨 & 데니 글로버 수상
- 원초적 본능 - 샤론 스톤
- 보디가드 - 휘트니 휴스턴
- 파 앤드 어웨이 - 니콜 키드먼 & 톰 크루즈
- 덩크슛 - 우디 해럴슨 & 웨슬리 스나입스

### 최고의 액션장면
- 리썰 웨폰 3 수상
- 에이리언 3
- 얼라이브
- 파 앤드 어웨이
- 언더 씨즈

### 최고의 음악상
- 보디가드 - 휘트니 휴스턴 수상
- 부메랑 - 보이즈 투 맨: 'End Of The Road'
- 리썰 웨폰 3 - 스팅 & 에릭 클랩톤: 'It's Probably Me'
- 알라딘 - Peabo Bryson & Regina Belle: 'Whole New World'
- 클럽 싱글즈 - Alice In Chains: 'Would?'

### 최고의 영화 - 유럽
- 보디가드 수상

### 신인 제작자상
- 광란의 오후 - 칼 프랭클린 수상

### 평생공로상
- The Three Stooges 수상